# Raffaele Farina (doppiatore)
Raffaele Roberto Farina (Brescia, 11 gennaio 1958) è un attore teatrale, doppiatore e direttore del doppiaggio italiano, noto per essere l'annunciatore ufficiale di Italia 1 dal 2009.

## Biografia
Nella seconda metà degli anni settanta è studente presso il VII Liceo Scientifico di Milano, successivamente denominato "Salvador Allende". Contemporaneamente frequenta il CRT-Centro di Ricerca per il Teatro, Direttore Franco Laera, Presidente Sisto della Palma, dove si forma artisticamente.
Studia, tra gli altri, con: Living Theatre, Odin Teatret di Eugenio Barba (allievo di Jerzy Grotowsky), Yves Lebreton, Bread & Puppet, Bolek Polivka (Divadlo na Provazku), Bob Wilson, i Colombaioni, Tadeusz Kantor, dai quali apprende la tecnica del training autogeno, il metodo di lavoro dell'attore sul personaggio, l'arte della costruzione delle maschere e della clownerie.
Successivamente lavora presso il Teatro Gerolamo di Milano dove coglie l'occasione per studiare i testi e le regie di Umberto Simonetta.

## Teatrografia
- Svergognando la morte di Sergio Ferrentino
- Ascolta! Parla Leningrado... Leningrado suona di Sergio Ferrentino
- Il mondo di Arlecchino di Enrico Maggi
- Strip-Tease di Stawomir Mrozec
- Inedito Pinter di Harold Pinter
- In alto mare di Stawomir Mrozec
- Scusi, è qui il novecento? di Raffaele Farina
- Adamo ed Eva di Mark Twain
- Il silenzio delle parole di L. Marchesini
- Avevo più stima dell'idrogeno di Carlo Terron
- La guerra di Troia non si farà di Jean Giraudoux
- Tempi morti di A. Rollo
- Don Giovanni di Molière
- Colombe di Jean Anouilh
- Non si sa come di Luigi Pirandello
- Gigi di Colette
- Il conte di Carmagnola di Alessandro Manzoni
- I miserabili di Victor Hugo
- Il paese di Lombardia di E. Vallini e S. Pisu
- Il ponte dei suicidi di Raffaele Farina
- La divina condanna di A. Corso, A. Governale e M. De Lucia
- Melomania di Mitzi Amoroso
- Mistero buffo di Dario Fo
- Ci ragiono e canto di Dario Fo
- Stranaggente di Raffaele Farina
- Un pollo nelle cucine di Elsinore di Raffaele Farina
- Imbrogli di Raffaele Farina
- Tutti a terra! Oggi voliamo noi di Raffaele Farina
- Inquieti risvegli di Luca Marchesini
- Il principe felice di Oscar Wilde

## Doppiaggio

### Cinema
- Chazz Palminteri in In the Mix - In mezzo ai guai
- Robert Patrick in Presa mortale, La mela marcia
- Jeff Daniels in Gettysburg
- John Malkovich in Cuore di tenebra
- Hugo Weaving in Dada is Death
- Kris Kristofferson in Millennium
- Forest Whitaker in Body Count
- Tom Sizemore in The Match
- Bruce Greenwood in The Riverman, The Marmaid Chair
- Graziano Molteni in Ritorno a casa
- Drazen Kuhn in Padre Vostro
- Danny Huston in Newness
- Tim Matheson in Annunci personali
- Keith Carradine in Baby e Una madre speciale
- Kyle Secor in Bailey's Mistake
- Delroy Lindo in Glory and Honor
- Fred Ward in Omicidi e incantesimi
- Sam Shepard in One Kill
- Martin Turner in Prince William
- Martin Donovan in RFK
- Michael Riley in Supervulcano
- Patrick Duffy in Texas
- Aidan Quinn in Two of Us
- Sean Bean in Lady Chatterley

### Televisione
- George Clooney in A prova di errore
- Alki David in La tela del ragno
- David Dukes in Ricordi di guerra
- David Warner in Olocausto
- Scott Bakula in The Invaders
- Patrick Bergin in Ai confini della realtà
- Robert Urich in Spenser
- Richrad Moir in Il faro incantato
- Craig Elliott in Snobs
- James Remar in Thief - Il professionista
- Nicholas Guest in USA High
- Kelsey Grammer in Cin Cin
- Kyle MacLachlan in How I Met Your Mother
- Allan Lane in Mister Ed, il mulo parlante
- Larkin Malloy, Bradley Cole e James Rebhorn in Sentieri
- Antonio Grimau in Innamorarsi
- James Faulkner in Ben-Hur
- Juan Fernández in Tierra de Lobos - L'amore e il coraggio
- Pepe Cipolla in Un uomo due donne
- Thomas Gumpert in Alisa - Segui il tuo cuore

### Animazione
- Malefix in Filmation's Ghostbusters
- Roy Fokker in Robotech
- Toshio Otomo ne L'incantevole Creamy
- Mr. Carmichael in Lovely Sara
- Il regista in Perfect Blue
- Amahl Ali Akbar in Scooby-Doo e la mummia maledetta
- Asso ne I tre porcellini
- Guile in Street Fighter II: The Animated Movie
- Daniel Dotson in Daria
- Voce narrante ne Alla ricerca della Valle Incantata 8 - Avventura tra i ghiacci
- Thanatos ne I Cavalieri dello zodiaco - Saint Seiya - Hades
- David in Blood: The Last Vampire
- Yamagata in Kenshin il vagabondo - Capitolo del tempo
- Colonnello Johann Friedrich von Herzen in City Hunter: Amore, destino e una .357 Magnum
- Oda Nobunaga/Nosferatu in Ghost Sweeper Mikami - La resurrezione di Nosferatu
- Thumbton in Top Cat e i gatti combinaguai
- Christ Di Crux Australis ne I Cavalieri dello Zodiaco: La dea della discordia
- Kiichi Goto in Patlabor 2: The Movie
- Hohenheim della luce in Fullmetal Alchemist
- Van Hohenheim e Padre in Fullmetal Alchemist: Brotherhood
- Jonathan, Barbabianca (solo ep. 316), Fujitora e Chopper (Monster Point) in One Piece
- Gen. Washington in Disaster!
- Danzo Shimura in Naruto
- Megatron in Transformers Animated
- Cataclisma in Biker Mice from Mars
- Gilmore in Doraemon - Il film: Nobita e le piccole guerre stellari 2021
- Capitan Hero in Drawn Together

### Videogiochi
- Blacky e Willy in The Westerner[1]

## Radio
- Radio Bellablù - di S. Lucarelli e Massimo Carlotto, regia di S. Ferrentino Rai Radio 3
- Ascolta! Leningrado suona - in diretta dal palazzo dei congressi di Lugano RSI
- Mapiripan non è una canzoncina - scritto e diretto da G. Piccoli RSI
- Ascolta! Parla Leningrado scritto e diretto da S. Ferrentino RSI
- Infondolanotte, omaggio a Orson Welles diretta dallo Studio 2 di Lugano scritto e diretto da S. Ferrentino RSI
- 5 storie, omaggio a Orson Welles scritte dagli allievi della Scuola Holden di Torino Regìa di S. Ferrentino RSI
- Reading teatrale dei due radiodrammi dedicati a Leningrado diretta su Radio Popolare e Radio Flash
- Svergognando la morte tratto da “Il Seminatore” di Mario Cavatore Adattamento e regia S. Ferrentino RSI
- La Sfinge Senza Segreti, vita morte e resurrezione di Oscar Wilde scritto e diretto da U. Leonzio RSI
- Il Nietzsche di Colli scritto e diretto da M. Colli RSI
- L’alba del giorno prima: processo a Norimberga di C. Ferrario e G. Tarzi Regia C. Ferrario RSI
- JFK – La verità nascosta di C. Ferrario e G. Tarzi Regia C. Ferrario RSI
- Il Dottor Zivago di Boris Pasternak Adattamento e regia M. Colli RSI
- Martin Luther King. Il sogno infranto di C. Ferrario e G. Tarzi Regia C. Ferrario RSI
- Il Maestro e Margherita di Michail Bulgakov Adattamento di C. Di Mauro Regia S. Flaadt RSI
- L'insostenibile vulnerabilità dell'essere scritto e diretto da P. Taggi RSI